# Miguel Ángel Guerra
Miguel Ángel Guerra (Buenos Aires, 31 augustus 1953) is een voormalig Formule 1-coureur uit Argentinië. Hij reed in 1981 4 Grands Prix voor het team Osella.